# Striga
Striga ist eine Pflanzengattung in der Familie der Sommerwurzgewächse (Orobanchaceae). Die Striga-Arten sind meist Halbparasiten, seltener Vollparasiten und meist auf Süßgräser-Arten, darunter wirtschaftlich bedeutsamen Getreidearten. Sie sind in den Tropen bis Subtropen der Alten Welt verbreitet.

## Beschreibung

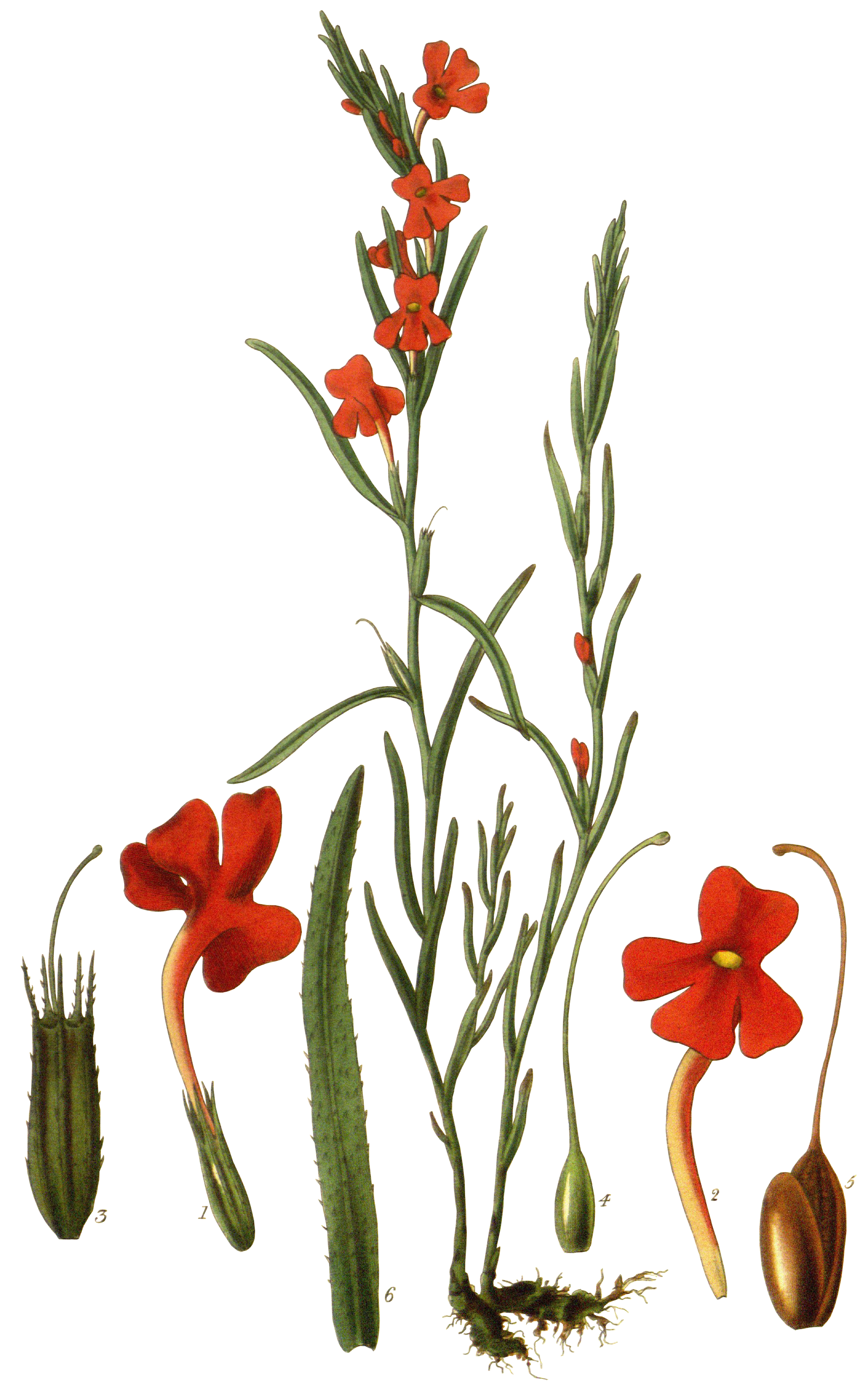
Illustration aus Exotic Flora, Tafel 203 von Striga asiatica

### Vegetative Merkmale
Striga-Arten sind meist einjährige, nur selten ausdauernde, krautige Pflanzen. Es handelt sich um Wurzelparasiten. Das Wurzelsystem ist stark reduziert. Aus über der Erde befindlichen Schuppen entstehen Adventivwurzeln, die in einem kleinen, meist 1 bis 2 mm durchmessenden Haustorium enden. Bei einigen Arten sind auch bis zu 5 cm große Primärhaustorien vorhanden. Die ausdauernden Arten bilden unterirdische Rhizome oder Knollen, aus deren Schuppenblättern jährlich neue Austriebe entstehen. Die oberirdischen Pflanzenteile sind borstig oder schuppig behaart (Indument).
Die Sprossachse steht steif aufrecht, ist grün oder grau gefärbt und im Querschnitt viereckig und gerippt, viereckig und an den Kanten abgerundet oder drehrund. Rein vegetative Sprossachsen werden nicht gebildet, da die Pflanzen durch den Parasitismus nicht auf die Funktion der Laubblätter angewiesen sind. Das bedeutet, dass jede Verzweigung der Sprossachse mit einem Blütenstand endet.
Die Laubblätter stehen gegenständig oder fast gegenständig, sie sind sitzend oder fast sitzend. In der Nähe der Sprossbasis sind sie bei den meisten Arten zu kleinen Schuppen reduziert.
Die Keimung erfolgt hypogäisch, die optimale Keimtemperatur liegt zwischen 30 und 40 °C. Unter 15 °C und über 45 °C erfolgt keine Keimung. Die Sämlinge sind chlorophyllfrei und geschuppt.

### Blütenstände und Blüten
Die Blüten stehen in den Achseln der Blätter in ährigen oder in dichten köpfchenförmigen Blütenständen. Die Hochblätter sind blattartig oder reduziert, es gibt zwei Tragblätter.
Die zwittrigen Blüten sind zygomorph und fünfzählig mit doppelter Blütenhülle. Der Kelch ist röhrenförmig, fünflappig oder mit fünf (nur selten auch vier) Zähnen versehen. Bei einigen Arten ist eine Aderung zwischen den Kelchblattrippen zu erkennen. Die Krone ist meistens rot oder weiß gefärbt, jedoch gibt es auch Arten mit lachsfarbener, oranger oder gelber Krone. Die Krone besteht aus einer schmalen Kronröhre, die sich zu einem zweiteiligen Kronsaum erweitert. Die Öffnung der Kronröhre ist mit weniger als 1 mm Durchmesser sehr klein und reichlich mit Trichomen besetzt. Die oberen Lappen des Kronsaums sind verwachsen und stehen aufrecht, die unteren drei Lappen stehen frei und sind abstehend.
Die vier Staubblätter treten in zwei verschiedenen Längen auf und sind unterhalb des Kronsaums angewachsen. Die kurzen Staubfäden sind an der Basis der Staubbeutel fixiert. Die Staubbeutel sind einlappig, Pollen wird nur spärlich gebildet und ist oftmals klebrig. Der Stempel ist röhrenförmig und bildet eine Vielzahl feiner Samenanlagen. Der Griffel ist drehrund und langgestreckt, die Narbe ist zweispaltig. An der Basis des Fruchtknoten befindet sich ein Nektarium.

### Früchte und Samen
An den zylindrischen oder nahezu eiförmigen, sich fachspaltig öffnenden Kapselfrüchte ist der Griffel Zur Reifezeit noch vorhanden. Die Samen sind sehr fein (sogenannte „dust seeds“, Staubsamen) und weisen auffällige, sie umschließende Rippen auf. Der Embryo ist klein.

## Standorte und Lebensweise
Die Striga-Arten tolerieren eine relativ große Spanne an Umweltbedingungen. So wachsen sie in Gebieten, deren Jahresniederschlag zwischen 25 und 150 cm liegt.
Genauere Untersuchungen zum Wirtspflanzenspektrum fehlen bisher, bekannt sind nur die Auswirkungen auf ökonomisch wichtige Pflanzen. Allgemein scheinen die Pflanzen im Vergleich zu anderen, nahe verwandten parasitären Gattungen eine engere Wirtsauswahl zu besitzen. Getreidearten werden nur von Striga hermonthica und Striga asiatica befallen. Zweikeimblättrige wie beispielsweise Leguminosen werden nur von der weltweit verbreiteten Striga gesnerioides und den beiden ähnlichen, kleinräumig verbreiteten Arten Striga gastonii und Striga lepidagathidis bevorzugt.

## Strigaals Schädling
Striga gilt als größter Feind der Nahrungsmittelproduktion in den Savannengebieten Afrikas, wo etwa 100 Mio. Hektar potentiell betroffen sind. Für die Züchtung einer Striga-toleranten Sorghumsorte erhielt Gebisa Ejeta 2009 den World Food Prize.
Durch gemeinsame Aussaat von Getreide mit Silber-Brandschopf (Celosia argentea) konnten Striga-Arten in Uganda von Feldern ferngehalten werden und der Ertrag wurde erheblich gesteigert.
Striga lässt sich nach dem Auflauf nicht mehr effektiv mit Herbiziden bekämpfen. 2,4-D und Dicamba sind wirksam, können jedoch nicht in zweikeimblättrigen Nutzpflanzen eingesetzt werden.

## Systematik und Verbreitung
Die Gattung Striga wurde 1790 durch João de Loureiro in Flora Cochinchinensis, 1, Seite 22 aufgestellt. Typusart ist Striga lutea Lour. Der Wissenschaftliche Name der Gattung Striga leitet sich vom lateinischen striga (= alte Hexe) ab, das sich wiederum aus dem Altgriechischen στρίγξ vom στρίζω = τρίζω (= die Ohreule) ableitet. Wahrscheinlich ist der Name darauf zurückzuführen, dass der Befall von Nutzpflanzen oftmals zunächst unerkannt bleibt und erst bei der Blüte der parasitierenden Pflanze, also wenn die größte Schädigung bereits erfolgt ist, bemerkt wird.
Die Gattung Striga enthält 34 bis 53 Arten. Eine Aufteilung der Gattung in zwei Sektionen wurde 1891 von Richard Wettstein vorgeschlagen, er platzierte die Arten mit einem fünfgerippten Kelch in eine Sektion Pentapleurae und alle anderen Arten mit meist zehn Kelchrippen in eine Sektion Polypleurae. Später wurde jedoch festgestellt, dass die Anzahl der Kelchrippen auch innerhalb einer Art variieren kann, jedoch blieb diese Aufteilung nach morphologischen Gesichtspunkten bisher der einzige Versuch einer Aufteilung der Gattung. Eine dritte Sektion Tetrosepalum wurde 1897 durch Adolf Engler eingeführt, die nur die Art Striga baumannii enthielt. Diese Art weicht in mehreren Merkmalen (Wurzelknollen, holziger Kelch) deutlich von den übrigen Arten der Gattung ab und repräsentiert vermutlich eine eigene Gattung.
Die Gattung Striga ist in den Tropen und Subtropen der Alten Welt, mit einem Verbreitungszentrum in Afrika verbreitet. In der Neuen Welt sind einzelne Arten in Neophyten.
| - Striga aequinoctialis A.Chev. ex Hutch. & Dalz.: Sie kommt in der Elfenbeinküste, in Liberia, Guinea und Sierra Leone vor. - Striga alba Pennell: Sie kommt in Neuguinea vor. - Striga angolensis Mohamed & Musselman: Sie kommt in Angola vor. - Striga angustifolia (D.Don) C.J.Saldanha: Sie kommt im tropischen Afrika, im tropischen Asien, in Oman und auf Hainan vor. - Striga asiatica (L.) Kuntze: Sie ist vom tropischen bis südlichen Afrika, auf der Arabischen Halbinsel, in Madagaskar und Mauritius, im tropischen Asien, in China weitverbreitet. Sie ist in Queensland ein Neophyt. - Striga aspera (Willd.) Benth.: Sie kommt im tropischen Afrika vor. - Striga barthlottii Eb.Fisch., Lobin & Mutke: Die 2011 erstbeschriebene Art kommt im südwestlichen Marokko und in Westsahara vor. - Striga baumannii Engl.: Sie kommt vom westlichen tropischen Afrika bis Kenia vor. - Striga bilabiata (Thunb.) Kuntze: Sie kommt mit sechs Unterarten im tropischen und im südlichen Afrika vor. - Striga brachycalyx Skan: Sie kommt im tropischen Afrika vor. - Striga chrysantha A.Raynal: Sie kommt in der Demokratischen Republik Kongo und in der Zentralafrikanischen Republik vor. - Striga crispata Sheng Z.Yang, Zi X.Chen, Chien F.Chen & P.H.Chen: Die 2018 erstbeschriebene Art kommt in Taiwan vor. - Striga curviflora (R.Br.) Benth.: Sie kommt in Neuguinea und in Australien vor. - Striga dalzielii Hutch.: Sie kommt in Mali, Guinea und Nigeria vor. - Striga densiflora (Benth.) Benth.: Sie kommt in Pakistan, Indien und Yunnan vor. - Striga dewevrei De Wild. & T.Durand: Sie kommt in Zaire vor. - Striga diversifolia Pires de Lima: Sie kommt in Mosambik vor. - Striga elegans Benth.: Sie kommt vom tropischen bis südlichen Afrika vor. - Striga ellenbergeri A.Raynal: Sie kommt in Mali vor. - Striga flava Miq.: Sie kommt in Sumatra vor. - Striga forbesii Benth.: Sie ist vom tropischen bis südlichen Afrika, bis zu den südafrikanischen Provinzen Gauteng, KwaZulu-Natal, Limpopo, Mpumalanga sowie North West und in Madagaskar verbreitet. - Striga gastonii A.Raynal: Sie kommt im Tschad und in der Zentralafrikanischen Republik vor. - Striga gesnerioides (Willd.) Vatke: Sie kommt in Afrika, auf den Kapverdischen Inseln, auf der Arabischen Halbinsel, in Pakistan, Indien, Nepal und Sri Lanka vor. - Striga gracillima H.Melchior: Sie kommt in Tansania, Malawi und Sambia vor. - Striga hallaei A.Raynal: Sie kommt in Gabun und in der Demokratischen Republik Kongo vor. - Striga hermonthica (Delile) Benth.: Sie kommt in Afrika, auf der Arabischen Halbinsel und auf Madagaskar vor. - Striga hirsuta Benth.: Sie kommt im tropischen Afrika und auf den Seychellen vor. - Striga junodii Schinz: Sie kommt in Mosambik, in Mpumalanga und in KwaZulu-Natal vor. - Striga klingii (Engl.) Skan: Sie kommt im tropischen Afrika vor. - Striga latericea Vatke: Sie kommt in Äthiopien, Somalia, im Sudan, Kenia und Tansania vor. - Striga lepidagathidis A. Raynal: Sie kommt in Senegal, in Guinea und in Guinea-Bissau vor. - Striga lutea Lour.: Sie kommt im tropischen Afrika, im tropischen Asien, in China und in Taiwan vor. - Striga macrantha (Benth.) Benth.: Sie kommt im tropischen Afrika vor. - Striga masuria (Buch.-Ham. ex Benth.) Benth.: Sie kommt in Indien, Indochina, China, Taiwan und auf den Philippinen vor. - Striga multiflora Benth.: Sie kommt in Indonesien, in Australien und auf Luzon vor. - Striga parviflora Benth.: Sie kommt in den australischen Bundesstaaten Queensland sowie Northern Territory vor. - Striga passargei Engl.: Sie kommt im tropischen Afrika, in Namibia und im Jemen vor. - Striga pinnatifida Getachew Aweke: Sie kommt in Äthiopien vor. - Striga primuloides Chev.: Sie kommt in der Elfenbeinküste, in Mali, Ghana und Nigeria vor. - Striga pubiflora Klotzsch: Sie kommt in Kenia, Tansania, Malawi und Mosambik vor. - Striga sulphurea Dalz. ex Dalz. & Gibbs: Sie kommt in Indien vor. - Striga yemenica Musselman & Heppner: Sie kommt in Äthiopien und im Jemen vor. |